# Ángel Rodrigo Izquierdo
Ángel Rodrigo Izquierdo (nacido en Bilbao, España, el 13 de abril de 1974 es un político y economista español. Desde 2023 es concejal del Partido Popular en el Ayuntamiento de Bilbao. Asimismo es profesor asociado de la Universidad de Burgos desde 2015.
Desde muy joven desarrollo su actividad profesional en el ámbito empresarial ocupando puestos ejecutivos en varias empresas del territorio vizcaíno. Tras más de diez años en la empresa privada y cuatro años cómo portavoz popular en el Ayuntamiento de Abadiano, acudió a la política motivado por Antonio Basagoiti para formar parte de su equipo en el Ayuntamiento de Bilbao del cual fue concejal entre 2007 hasta 2015.
Compaginando su labor docente en el departamento de Economía Aplicada de la Universidad de Burgos, en la actualidad ocupa el puesto de concejal del Ayuntamiento de Bilbao desde junio de 2023.
Asimismo, también es secretario ejecutivo de área del Partido Popular Vasco, archivero de la sociedad El Sitio de Bilbao y caballero de número de la Benemérita Orden de San Juan.